# مكشاف موضع ضوئي
مكشاف الموضع الضوئي أو مستشعر بي إس دي (بالإنجليزية: Position sensitive device أو PSD)‏ هو مستشعر ضوئي يستطيع قياس موضع نقطة ضوئية أو تحديد مساحة بقعة ضوئية في بعدين .

## طريقة عمله
تصنف مكشافات الموضع إلى فئتين بحسب طريقة عملهما: النوع الأول يكون السطح المستشعر متساويا الحساسية للضوء، يستطيع تقديم قياس مستمر للموضع. والنوع الثاني يكون المستشعر مقسما إلى خلايا فلا يمكنه القياس مستمرا وإنما يحس خلية ، خلية . أي أن النوع الثاني ذو الخلايا الحساسة لا يعطي شكلا دقيقا للبقعة ضوئية الساقطة عليه وإنما يمثلها في عدد من الخلايا ، مثل ثلاثة خلايا أو سبعة خلايا أو عشرة خلايا ، بحسب مقاييس خلاياه ومقاييس البقعة الضوئية.

### مستشعر تناظري

مبدأ تركيب حساس بي إس دي على قاعدة وصلة ثلاثية. الإضاءة = Beleuchtung

يتكون المستشعر التناظري من دايود ضوئي ذو سطح كبير (عادة يكون من نوع
pin-Diode ) وتوصل به اسلاكه الكهربائية متقابلة : b و d للسطح و a و c على القاعدة.
يكون القطب السطحي ذو مقاومة كهربائية عالية نسبيا
.
وعندما نسقط على سطح الديود شعاعا ضوئيا نقطيا (أصفر في الصورة) ينشأ تيار في من منطقة النقطة الضوئية يتوزع بحسب موضع النقطة الضوئية بنسب متناسبة مع المسافة التي يقطعها إلى الأقطاب الموجودة على الجوانب . من التيارات {\displaystyle I_{a}}و {\displaystyle I_{b}}و {\displaystyle I_{c}} و {\displaystyle I_{d}} حساب احداثيات موضع النقطة الضوئية من المعالات التالية:
{\displaystyle x=k_{x}\cdot {\frac {I_{b}-I_{d}}{I_{b}+I_{d}}}}
و
{\displaystyle y=k_{y}\cdot {\frac {I_{a}-I_{c}}{I_{a}+I_{c}}}}
حيث:
{\displaystyle k_{x}} و {\displaystyle k_{y}} معاملات قياسية مناسبة, تحول التيارات إلى إحداثيات طولية (مليمترية مثلا) .
من مزايا المستشعر التناظري هو الاستمرارية في تسجيل النقطة الضوئية ، أي بدون تقطع حيث أن مادة سطح المكشاف موزعة توزيعا متساويا . كما يمكن للمستشعر قياس تردد بقع ضوئية تسقط عليه متناثرة إلى معدل مئة كيلو هرتز أو أكثر. مساحة البقعة لا تعني شيئا بالنسبة لتعيين موضعها.
ولكن يخفض من قيمة المكشاف التناظري أن تعيين الموضع يعتمد على شكل النقطة الضوئية وعدم وجود تناسب خطي بين التيارات الناشئة ومكانها ؛ ولكن يمكن تحسين تلك عن طريق دارات إلكترونية تقوم بذلك.
.

### مستشعر متقطع

#### حسابات متتالية
من أكثر أنواع المستشعرات التي تعمل عند تردد قياس أقل من 1 كيلو هرتز هي كاميرات سي سي دي وسيموس . وفيها يكون المستشعر مقسما إلى خلايا تسمى بيكسل ، حيث تقاس قيمة إضاءة الخلية الواحدة تلو الأخرى . ويتم تعيين موضع النقطة الضوئية بلقط الصورة مباشرة ، وحساب درجات اللمعان .

#### حسابات متوازية

مبدأ عمل حساس بي إس دي متقطع. (Lit.: Massari). الدائرة المعلمة برتقالي هي البقعة المضاءة.

طورت مصفوفات مستشعرات تحسب موضع النقطة المضاءة بطريقة متوازية بغرض التطبيقات السريعة .ويمكن مقارنة شدة إضاءة خلايا البيكسل إما لأسطر البيكسل (الاتجاه X) أو صفوفها (الاتجاه Y) ومقارنتها بمرجع ضوئي. وتتم مقارنة نتائج المصفوفات السطرية أو الصفوف بدارة إلكترونية منطقية OR . ومن جميع الأسطر والصفوف التي تحوي خلية ذات إضاءة أشد من الإضاءة المرجعية (في الصور باللون البرتقالي) تحسب إحداثيات البقعة الضوئية.

## اقرأ أيضا
- وصلة ثلاثية
- ظاهرة كهروضوئية
- سي سي دي
- مقحل حقلي حساس للإشعاع
- مقحل حقلي موصول
- سيموس
- كاميرا رقمية